# Wallace Reis
Wallace Reis da Silva (Conceição do Coité, Brasil; 26 de diciembre de 1987) es un futbolista brasileño. Su posición es defensa y su actual club es el Brusque FC de la Serie B de Brasil.

## Carrera

### Vitória

#### 2009
Empezó su carrera con el EC Vitória en el año 2009, donde le dieron la oportunidad de jugar partidos en el Campeonato Brasileño de Serie A, Campeonato Baiano, Copa de Brasil y en la Copa Sudamericana, en dicho año tuvo una participación muy participativa en el equipo ya que sumo un total de 56 partidos en estas dos competencias en donde anotó tres goles, su equipo terminó en el lugar trece de la tabla de la liga y eso les ayudó a clasificar a la siguiente edición de la Copa Sudamericana, y a su vez logró ser campeón del Campeonato Baiano.

#### 2010
En la siguiente temporada Reis mantuvo la misma regularidad en el equipo tras sumar un total de sesenta partidos y anotar siete goles, siendo esta la temporada en donde ha marcado más goles en toda su carrera, aunque su equipo mantuvo el campeonato del torneo regional tuvieron una mala participación en la Serie A y descendieron tras haber quedado en la posición diecisiete, mientras que en la Copa Sudamericana fueron eliminados en la segunda fase.

### Corinthians

#### 2011
Para el año 2011 se hizo oficial su fichaje por el Corinthians, en su primer año con el equipo logró sumar un total de veinticinco partidos jugados sin anotar goles, colaborando para que su equipo quedará campeón de la Serie A y de paso calificar la siguiente edición de la Copa Libertadores de América.

#### 2012
Para su segunda temporada tuvo un poco más de actividad, ya que al final sumó 31 partidos jugados anotando un solo gol. En esta temporada su equipo terminó en la quinta posición en liga quedándose fuera de puestos de torneos internacionales, mientras que en la Copa Libertadores de América terminaron campeones tras ganarle la final a Boca Juniors clasificándose así al Mundial de Clubes donde para sorpresa de todos terminaron siendo los campeones al derrotar en la final al Chelsea.

### Flamengo

#### 2013
En el año 2013 se da su llegada al Flamengo después de tener destacadas temporadas en el Corinthians. En su primera temporada logró completar un total de cuarenta y nueve partidos jugados anotando tres goles, su equipo terminó en la posición dieciséis a un punto del descenso. Aunque en ese año levantó la Copa de Brasil después de derrotar al Atlético Paranaense en la final, logrando así su clasificación a la Copa Libertadores 2014.

#### 2014
En la segunda temporada al equipo le fue mejor pero no lo suficiente para clasificar a torneos continentales, ya que en la liga quedaron en la posición diez, aunque en esa temporada levantaron otro título como lo fue el Campeonato Carioca. En la Copa Libertadores fueron eliminados en fase de grupos en donde se enfrentaron al Bolívar, León y Emelec. Reis terminó jugando cincuenta partidos en los cuales anotó un gol.

## Estadísticas
Actualizado el 22 de marzo de 2024.
| Club                  | Div.          | Temporada     | Liga  | Liga  | Estatal | Estatal | Copas nacionales(1) | Copas nacionales(1) | Copas internacionales(2) | Copas internacionales(2) | Total | Total |
| Club                  | Div.          | Temporada     | Part. | Goles | Part.   | Goles   | Part.               | Goles               | Part.                    | Goles                    | Part. | Goles |
| --------------------- | ------------- | ------------- | ----- | ----- | ------- | ------- | ------------------- | ------------------- | ------------------------ | ------------------------ | ----- | ----- |
| Vitória · Brasil      | 1ª            | 2009          | 28    | 1     | 20      | 1       | 4                   | 0                   | 4                        | 1                        | 56    | 3     |
| Vitória · Brasil      | 1ª            | 2010          | 27    | 2     | 20      | 4       | 11                  | 1                   | 2                        | 0                        | 60    | 7     |
| Vitória · Brasil      | 1ª            | 2017          | 21    | 2     | -       | -       | -                   | -                   | -                        | -                        | 21    | 2     |
| Vitória · Brasil      | 1ª            | 2018          | 0     | 0     | 3       | 0       | -                   | -                   | -                        | -                        | 3     | 0     |
| Vitória · Brasil      | 2ª            | 2020          | 27    | 0     | -       | -       | -                   | -                   | -                        | -                        | 27    | 0     |
| Vitória · Brasil      | 2ª            | 2021          | 31    | 0     | 18      | 1       | 4                   | 0                   | -                        | -                        | 53    | 1     |
| Vitória · Brasil      | Total club    | Total club    | 134   | 5     | 61      | 6       | 19                  | 1                   | 6                        | 1                        | 220   | 13    |
| Corinthians · Brasil  | 1ª            | 2011          | 16    | 0     | 9       | 0       | -                   | -                   | -                        | -                        | 25    | 0     |
| Corinthians · Brasil  | 1ª            | 2012          | 22    | 1     | 5       | 0       | -                   | -                   | 4                        | 0                        | 31    | 1     |
| Corinthians · Brasil  | Total club    | Total club    | 38    | 1     | 14      | 0       | 0                   | 0                   | 4                        | 0                        | 56    | 1     |
| Flamengo · Brasil     | 1ª            | 2013          | 30    | 3     | 9       | 0       | 10                  | 0                   | -                        | -                        | 49    | 3     |
| Flamengo · Brasil     | 1ª            | 2014          | 31    | 1     | 12      | 0       | 1                   | 0                   | 6                        | 0                        | 50    | 1     |
| Flamengo · Brasil     | 1ª            | 2015          | 28    | 1     | 14      | 0       | 6                   | 1                   | -                        | -                        | 48    | 2     |
| Flamengo · Brasil     | 1ª            | 2016          | 0     | 0     | 18      | 1       | 3                   | 0                   | -                        | -                        | 21    | 1     |
| Flamengo · Brasil     | Total club    | Total club    | 89    | 5     | 53      | 1       | 20                  | 1                   | 6                        | 0                        | 168   | 7     |
| Grêmio · Brasil       | 1ª            | 2016          | 18    | 0     | -       | -       | -                   | -                   | -                        | -                        | 18    | 0     |
| Grêmio · Brasil       | Total club    | Total club    | 18    | 0     | -       | -       | -                   | -                   | -                        | -                        | 18    | 0     |
| Gaziantepspor Turquía | 1ª            | 2016-17       | 14    | 0     | -       | -       | -                   | -                   | -                        | -                        | 14    | 0     |
| Gaziantepspor Turquía | Total club    | Total club    | 14    | 0     | -       | -       | 0                   | 0                   | -                        | -                        | 14    | 0     |
| Göztepe SK Turquía    | 1ª            | 2017-18       | 14    | 0     | -       | -       | -                   | -                   | -                        | -                        | 14    | 0     |
| Göztepe SK Turquía    | 1ª            | 2018-19       | 24    | 1     | -       | -       | 2                   | 0                   | -                        | -                        | 26    | 1     |
| Göztepe SK Turquía    | 1ª            | 2019-20       | 8     | 1     | -       | -       | 2                   | 0                   | -                        | -                        | 10    | 1     |
| Göztepe SK Turquía    | Total club    | Total club    | 46    | 2     | -       | -       | 4                   | 0                   | -                        | -                        | 50    | 2     |
| Brusque FC · Brasil   | 2ª            | 2022          | 30    | 3     | 15      | 1       | -                   | -                   | -                        | -                        | 45    | 4     |
| Brusque FC · Brasil   | 2ª            | 2023          | 24    | 1     | 17      | 0       | 2                   | 0                   | -                        | -                        | 43    | 1     |
| Brusque FC · Brasil   | 2ª            | 2024          | 0     | 0     | 13      | 1       | 2                   | 0                   | -                        | -                        | 15    | 1     |
| Brusque FC · Brasil   | Total club    | Total club    | 54    | 4     | 45      | 2       | 4                   | 0                   | -                        | -                        | 103   | 6     |
| Total carrera         | Total carrera | Total carrera | 393   | 17    | 173     | 9       | 47                  | 2                   | 16                       | 1                        | 629   | 29    |

## Palmarés

### Campeonatos nacionales
| Título             | Club        | País   | Año  |
| ------------------ | ----------- | ------ | ---- |
| Campeonato Baiano  | Vitória     | Brasil | 2009 |
| Campeonato Baiano  | Vitória     | Brasil | 2010 |
| Serie A            | Corinthians | Brasil | 2011 |
| Copa de Brasil     | Flamengo    | Brasil | 2013 |
| Campeonato Carioca | Flamengo    | Brasil | 2014 |
| Copa de Brasil     | Grêmio      | Brasil | 2016 |

### Campeonatos internacionales
| Título            | Club        | País   | Año  |
| ----------------- | ----------- | ------ | ---- |
| Copa Libertadores | Corinthians | Brasil | 2012 |
| Mundial de Clubes | Corinthians | Brasil | 2012 |